# Calosoma wilcoxi
Calosoma wilcoxi är en skalbaggsart som beskrevs av Leconte 1848. Calosoma wilcoxi ingår i släktet Calosoma och familjen jordlöpare. Inga underarter finns listade i Catalogue of Life.